# 郵便配達は二度ベルを鳴らす
『郵便配達は二度ベルを鳴らす』（ゆうびんはいたつはにどベルをならす、原題：The Postman Always Rings Twice）は、1934年に出版されたジェームズ・M・ケインの小説である。彼の初めての小説になる。
共謀して夫を殺した妻とその愛人の関係を描いているが、過激な性の暴力の描写が話題になった。実際の事件が元になっているという。
1946年にはケイン自身がこの作品を戯曲化し、ブロードウェイで上演もされた。

## あらすじ
米国カリフォルニア。無頼の青年フランク・チェンバースは、パパダキスというギリシア人が経営するガソリン・スタンド兼レストランで働き始めるが、それは店主の美しい妻コーラに惹かれたためであった。多情な女コーラはすぐにフランクと関係を持ち、夫を殺害する計画を練る。自動車事故に見せかけて、うまくパパダキスを殺すことには成功するが、検事サケットは二人を疑い、パパダキスに保険金がかかっていたことから窮地に陥るが、弁護士カッツの巧みな手腕で、容疑をコーラにのみかぶせ、保険会社との取引で無罪とする。
二人の甘い生活が始まったかに見えたが、今度は本当に自動車事故でコーラが死んでしまう。フランクはコーラ殺しで告発され、パパダキス殺しについても告発され(前回告発されていたのはコーラのみのため、一事不再理は適用されなかった)、死刑を宣告される。

## 映画化
これまでに4度映画化されている。
- 1939年：ピェール・シュナール監督、フェルナン・グラベ、コリンヌ・リュシエール、ミッシェル・シモン主演で LE DERNIER TOURNANT（最後の曲がり角）というタイトルで映画化された。舞台をフランスのパパスに移されている。
- 1943年：ルキノ・ヴィスコンティ監督。舞台はイタリアになっており、彼の初監督作品である。出演はマッシモ・ジロッティとクララ・カラマイ。詳細は郵便配達は二度ベルを鳴らす (1943年の映画)を参照。
- 1946年：テイ・ガーネット監督。ジョン・ガーフィールド、ラナ・ターナー主演。日本では劇場公開されなかった。詳細は郵便配達は二度ベルを鳴らす (1946年の映画)を参照。
- 1981年：ボブ・ラフェルソン監督。ジャック・ニコルソン、ジェシカ・ラング、マイケル・ラーナーなどが出演している。詳細は郵便配達は二度ベルを鳴らす (1981年の映画)を参照。

## 舞台化
- 2017年：イヴォ・ヴァン・ホーヴェ演出、ジュード・ロウがジノ役で、イギリスのバービカン・シアターで上演[1]。
- 2000年にマシュー・ボーンが制作したバレエ作品『ザ・カーマン』は、楽曲は『カルメン』をもとにしているが、物語については部分的にこの小説及びその映画化をヒントにしている[2]。

## タイトル
この作品中に郵便配達は登場しない。この作品は13社から出版を断られ続けた。14社目で採用が決まった際、出版社からタイトルはなんとつけるかと尋ねられたケインは、出版社からの返事の手紙を届ける郵便配達が2度ベルをならすので郵便配達だとわかることを引き合いに出してこのタイトルに決めたと言われるが、どういう経緯で郵便配達のことを思い出したかについては諸説出ている。
なおケイン本人は『殺人保険』のまえがきで友人の脚本家ヴィンセント・ローレンスの家の郵便配達員がいつも二度ベルを鳴らす話を聞いて重要な出来事がすべて二度ずつ起きている本作のタイトルに相応しいと閃いたのだと答えている。
日本語では、1953年に飯島正の訳で荒地出版社から『郵便配達はいつもベルを二度鳴らす』という題名で出版されたが、その後、1960年代に田中西二郎の訳した『郵便配達は二度ベルを鳴らす』という題名が普及し、以降に映画の各作品が日本公開される際にはこのタイトルが用いられた。1981年に出版された小鷹信光の新訳では、『郵便配達夫はいつも二度ベルを鳴らす』とされた。

## 日本語訳
- 飯島正訳『郵便配達はいつもベルを二度鳴らす』（1953年、荒地出版社）
- 蕗沢忠枝訳『郵便屋はいつも二度ベルを鳴らす』（1954年4月、日本出版協同刊『ジェイムズ・ケイン選集』第5巻収録 / 1955年3月、『郵便やはいつも二度ベルを鳴らす』旅窓新書）
- 田中西二郎訳『郵便配達は二度ベルを鳴らす』（1961年、東京創元社刊『世界名作推理小説大系』第19巻収録 / 1963年、新潮文庫[6]）
- 中田耕治訳『郵便配達は二度ベルを鳴らす』（1967年、集英社刊『世界文学全集　20世紀の文学』第38巻収録 / 1981年11月、集英社文庫）
- 田中小実昌訳『郵便配達は二度ベルを鳴らす』（1979年4月、講談社文庫）
- 小鷹信光訳『郵便配達夫はいつも二度ベルを鳴らす』（1981年11月、ハヤカワ・ミステリ文庫）
- 池田真紀子訳『郵便配達は二度ベルを鳴らす』（2014年7月、光文社古典新訳文庫）
- 田口俊樹訳『郵便配達は二度ベルを鳴らす』（2014年9月、新潮文庫）